# Kråkgränd

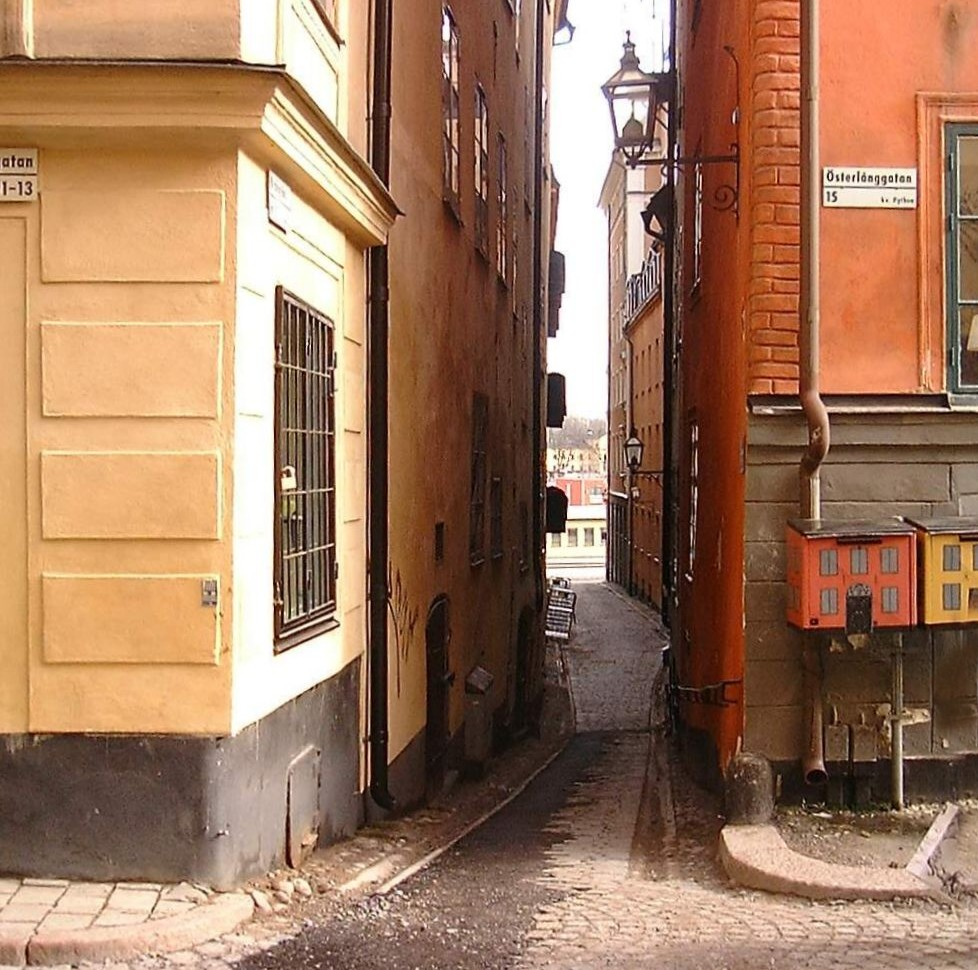
Kråkgränd mot öst 2007.

Kråkgränd är en gränd i Gamla stan i Stockholm. Den går mellan Skeppsbron och Österlånggatan.

## Historia
Kråkgränd är uppkallad efter Knut Nilsson Kråka. Knut Nilsson Kråka köpte 8 december 1606, 14 december 1607 och 6 november 1609 olika hus och tomter i Olof Lumpes gränd, som därav fick namnet Knut Kråkas gränd och senare Kråkens eller Kråkans gränd, för att idag heta Kråkgränd. Den 16 november 1613 bestod Knut Kråkas hushåll i östra kvarteret av ett hjonelag (Knut med hustru Karin), 2 drängar och 4 pigor. 1614 fanns i Knut Kråkas hushåll han själv med hustru, hustruns syster, 3 drängar samt 2 pigor. 1614 betalade Knut Kråka i örespenningar för Älvsborgs lösen 28 riksdaler, det var mer än dubbelt så mycket som någon annan i östra kvarteret betalade, men Peter Kruse i södra kvarteret betalade 56 riksdaler och stadens i särklass rikaste borgare Mårten Trotsig betalade 84 riksdaler.

1838 låg bordellen "London" vid Skeppsbron i ett hus kallat Gamla Rejsens, och flyttade senare till Hus nr 2 i Kråkgränd vid Skeppsbron.